# 本間氏
本間氏（ほんまし）は、日本の氏族の一つ。
1. 鎌倉時代の佐渡国守護代。戦国時代まで佐渡を支配した。佐渡本間氏ともいう。
2. 江戸時代から続いた地主。現在の山形県酒田市を本拠とする。酒田本間氏ともいう。
3. 大友氏の支族。豊後国を本拠にした。豊後本間氏ともいう。

## 佐渡本間氏
本間氏（ほんまし）は鎌倉時代から戦国時代まで佐渡国を支配した氏族。武蔵七党横山党海老名氏流。本間の名は相模国愛甲郡依知郷本間に由来。

### 概要

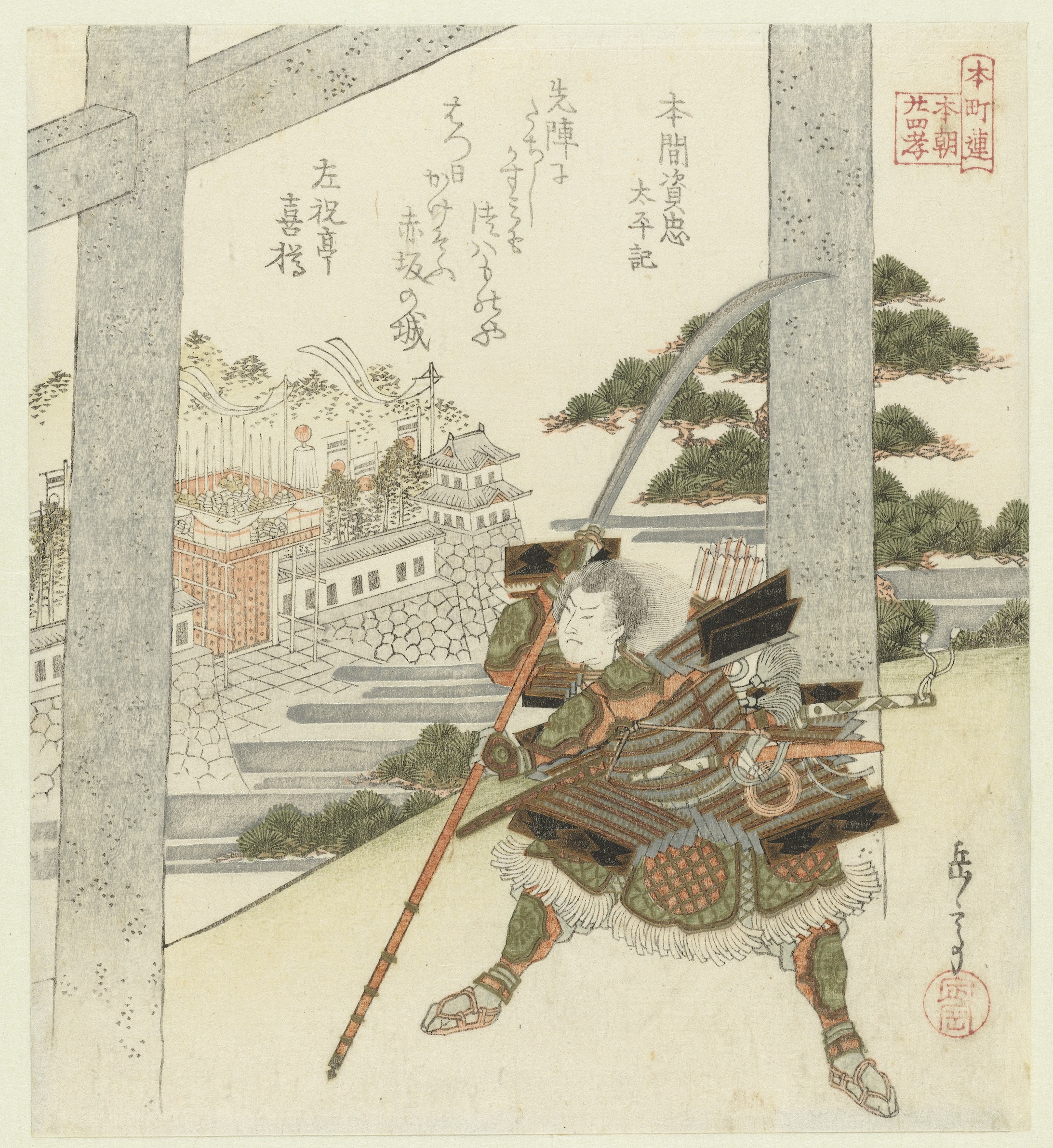
本間資忠、元弘の乱の上赤坂城の戦いで戦死した鎌倉幕府の若武者。軍記物『太平記』にも登場。

鎌倉時代、佐渡国守護となった大佛氏（執権北条氏の支流）の守護代として佐渡に入った本間能久より始まる。雑太城を本拠として勢力を伸ばし、いくつかの分家に分かれた。
永正6年（1509年）、永正の乱では関東管領上杉顕定に敗れた越後守護代の長尾為景と守護上杉定実を匿い、翌永正7年（1510年）には羽茂本間家・雑太本間家が為景に援軍を出し寺泊から越後へ上陸、長森原の戦いで顕定を敗死させた。その功により為景から越後国に領地を与えられている。
戦国時代になると分家の河原田本間家、羽茂本間家の力が強まり度々争うようになり、惣領家の雑太本間家は没落する。
為景の子長尾景虎（上杉謙信）の代に河原田、羽茂両家の争いはいったん収まるものの、天正6年（1578年）の謙信の死後に再燃する。後に上杉景勝の代になると、会津の蘆名氏、出羽国の最上義光と結び反上杉の姿勢を取るようになる。
豊臣秀吉から許しを得た景勝は、天正17年（1589年）、佐渡へ侵攻し本間氏を討伐。抵抗する佐渡側の本間氏と決別して上杉側に就いた一部の本間氏は、討伐後に佐渡を離れて上杉家と共に越後、会津、米沢へと移転した。

### 本拠地
- 雑太城（惣領家）：佐渡市竹田。別名「檀風城」。
- 河原田城（河原田家）：佐渡市石田。別名「獅子ヶ城」。新潟県立佐渡高等学校が跡地に立つ。
- 羽茂城（羽茂家）：佐渡市羽茂本郷。県史跡。
- 家紋：表紋は○に本（酒田本間家と同じ）、裏紋は十六目結（右図）

### 当主
1. 本間能久
2. 本間忠綱
3. 本間宗忠
4. 本間泰定
5. 本間頼直
6. 本間泰宣
7. 本間有直
8. 本間直冬
9. 本間有重
10. 本間重直
11. 本間泰重
12. 本間泰直
13. 本間泰時
14. 本間有泰 - 天文21年（1552年）没（墓の所在地：雑太本間家菩提寺の大蓮寺）
15. 本間泰高 - 天正15年（1587年）没（墓の所在地：大蓮寺）
16. 本間憲泰 - 元和9年（1623年）没（墓の所在地：大蓮寺）
17. 本間泰秀 - （四郎左エ門）明暦元年（1655年）没（墓の所在地：中興本間家菩提寺の興源院）
18. 本間大吉 - （四郎左エ門）寛文7年（1667年）没（墓の所在地：興源院）

佐渡中興（なかおく）の本間四郎左エ門泰秀が雑太の本間信濃守憲泰の娘婿となり、雑太本間家の家督を継承した。泰秀の嗣子四郎左エ門大吉は佐渡奉行所地役人に召出され、佐渡相川に移住した。大吉には宣儀、平秀、蕃儀の三子があり、平秀が佐渡奉行所地役人を継承し、6代後の今井彦一まで継続して佐渡奉行所地役人を務めている。宣儀と平秀の子孫の墓は、いずれも中興本間家の菩提寺である興源院（佐渡市中興）にある。
佐渡本間氏の嫡流である雑太家の流れを汲む中興本間家は350年以上の時を経て、21世紀に続いている。

### 羽茂本間家
1. 羽茂高季
2. 羽茂高信 -（長尾為景の姪婿）
3. 羽茂高貞 - （上杉景勝に討たれる）
4. 羽茂高頼 - （上杉景勝に討たれる）

## 酒田本間氏

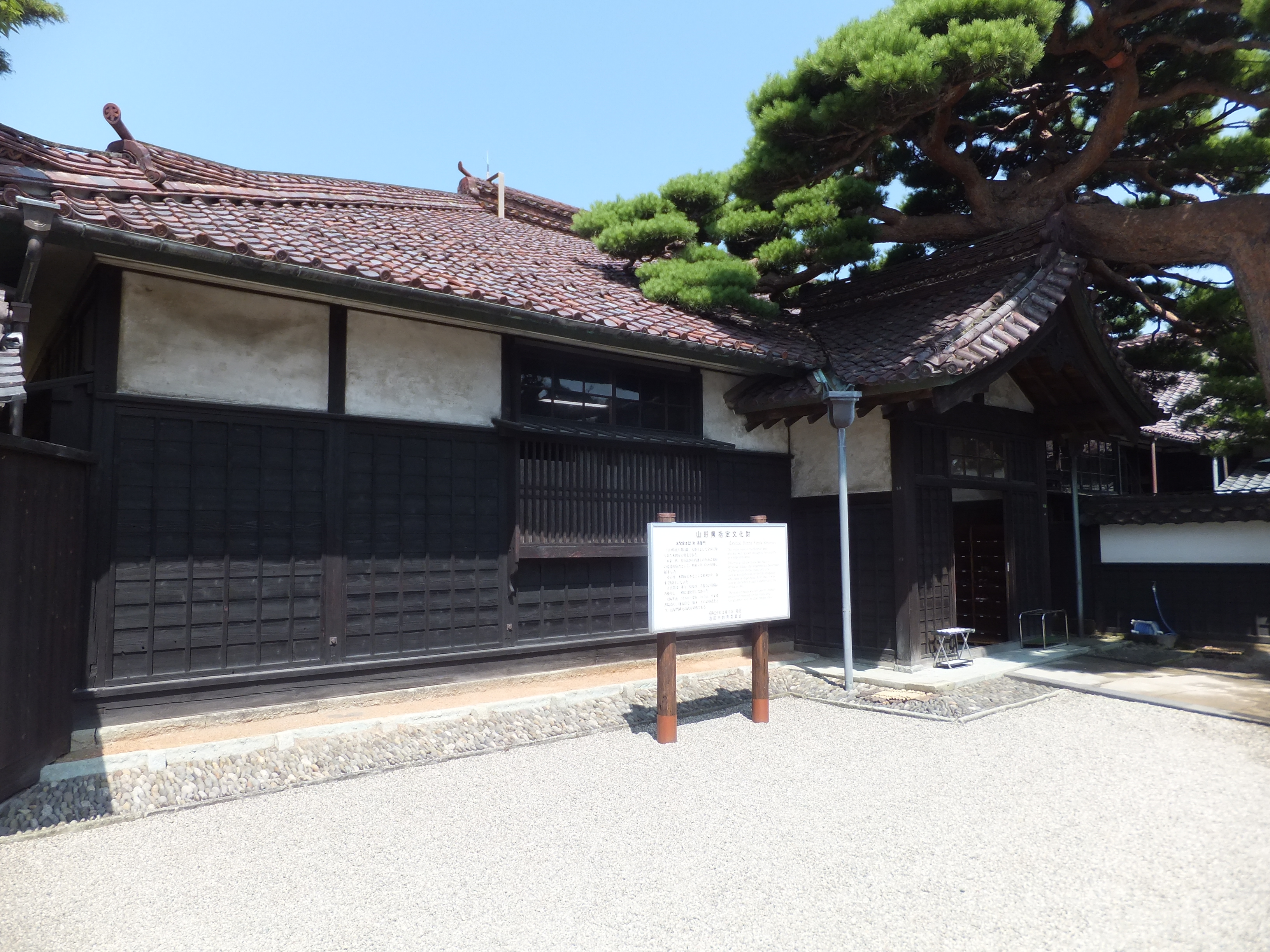
本間家旧本邸（山形県酒田市、2013年8月）

本間氏（ほんまし）は佐渡本間氏の分家で、山形県酒田市を中心に農地解放による解体まで日本最大の地主と称された大庄屋・豪商。その財力を基礎に、「本間様には及びもせぬが、せめてなりたや殿様に」と謳われるほどの栄華を誇った。
酒田本間氏については「本間家旧本邸」のように、本間氏（ほんまし）ではなく本間家（ほんまけ）と通称される。
1689年（元禄2年）、現在の酒田市本町に「新潟屋」の暖簾を掲げ商売を始めた酒田三十六人衆の一人で武士であったといわれる本間久右衛門の息子あるいは番頭といわれる原光を初代とし、3代当主である本間光丘は、士分の取り立てを受け庄内藩の財政再建に取り組んだほか、防砂林の植林を進めた。さらに宝暦の大飢饉で多くの農民が餓死したことを教訓に、豊作の際には米を庄内藩の米倉に貯蔵し、飢饉の際には米を放出する「八ヵ年計画による備蓄計画」を起案し藩に提出。この計画は昭和20年頃まで維持された。またローソク足を考案した宗久など多くの逸材を輩出した。このほか金融業にも進出。大名貸では東北の多くの大名家から借入の申し込みを受けその要請に応えた。そしてそこから得た利益を元手に土地を購入。田地を拡大していった。さらには北前船交易の隆盛もあり三井家・住友家に劣らぬ大商家となった。
戊辰戦争の際には佐幕派の庄内藩のため巨費を献じたほか、明治維新後には政府から多額の賠償金の支払いを求められた。その後も引き続き日本最大級の大地主ではあったものの、起業・興業にはあまり執心せず財閥化することなく、一地方企業家にとどまった。しかしながら、防風林および灌漑事業整備に大いに貢献し、酒田の近代化に尽力。また、6代光美、7代光輝によって旧亀ヶ崎城（現：酒田東高校）の東側の田んぼに整備された試験場である本間農場では、乾田馬耕など小作人に対する農業指導を行い、庄内米の価値向上に繋げたほか、農民や小作人には保護政策を執っていた。加えて、根室の柳田藤吉も支えた。
1894年（明治27年）には、庄内地震が発生。この地震で本間家の屋敷や蔵が焼失する被害が出たが、焼け残りの米を供出して被災民に炊き出しを行ったほか、義捐金として5000円を拠出。この額は結果的に、明治天皇の御救恤金（御見舞金）4000円を上回った。
第二次世界大戦後のGHQによる農地改革の実施に伴い、1750ヘクタールあった農地はただ同然（買収価格は1反（1,000平方メートル弱）あたり水田760円、畑450円。戦後のインフレ（1945年から1949年にかけて卸売物価ベースで70倍）にもかかわらず据え置きされた）で売り渡され、本間家には4ヘクタールのみが残存した。
1990年（平成2年）、本間家の商事部門等であった本間物産は倒産。その後、本間物産はカウボーイ傘下での再建を経て、秋田県仙北市に本社を置く伏見屋からの買収によって、子会社化された。
なお、不動産関連は本立信成として今日も現存する。
本間ゴルフ創業者は、酒田本間氏庶流にあたる。

### 歴代当主
1. 本間原光
2. 本間光寿
3. 本間光丘 ‐ 光寿の子。叔父に本間宗久
4. 本間光道(1757-1826) ‐ 光丘の長男。孫に本間耕曹。[14]
5. 本間光暉(1803-1869) ‐ 光丘の甥・光敬の二男で、光道の養子。甥・光貞の子に本間光義、池田藤八郎。[15]
6. 本間光美(1836-1913) ‐ 光暉の二男[16]
7. 本間光輝（1854-1922) ‐ 光美の長男[17]
8. 本間光弥 (1876-1929) ‐ 光輝の長男[18]
9. 本間光正（1901-1945） ‐ 光弥の長男[18]
10. 本間真子 (？ - 2009年11月) ‐ 光正の娘。原田熊雄の子・興造を婿養子にしたが離婚。[19]
11. 本間万紀子[20] ‐ 真子の娘[19]

### 一族
- 本間宗久（光寿の弟。「相場の神様」「出羽の天狗」と称される。光寿の隠居後、光丘の奉公修行中に当主代理を務めた）
- 本間北曜（葛飾北斎の弟子。またフルベッキから英語を学び、欧米諸国を外遊。薩摩藩開成所の英語教師を務めつつ、薩摩藩に貿易商社設立を提案して奔走するも、帰郷したところを庄内藩によって幽閉され急死）
- 本間耕曹（光道の三男光和の次男。衆議院議員）
- 本間光義（光道の三男光和の子息光貞の長男。衆議院議員）
- 池田藤八郎（光道の三男光和の子息光貞の次男。酒田本町池田家の養子。出羽銀行頭取。酒田町長。衆議院議員）
- 本間重三（公選初代酒田市長）
- 本間光勇（光美の次弟光訓の長男。本間家宗家農政担当。西荒瀬村長。山形県会議員。山形県農会長。飽海郡耕地整理組合副長）
- 本間元也（旧姓：小華和。本間家宗家農政担当。酒田市史編纂委員会委員長。酒田市議会議長）
- 本間順治（光弥の妹の長男。日本刀研究家。号は薫山。本間美術館初代館長）
- 本間敬啓（本間ゴルフ初代社長）
- 本間裕朗（本間ゴルフ二代目社長）
- 本間秀一（本間ゴルフ三代目社長）